# Sân vận động Imam Reza
Sân vận động Imam Reza (tiếng Ba Tư: ورزشگاه امام رضا, Vârzeshgah-e Eman Reza) là một sân vận động bóng đá toàn chỗ ngồi ở Mashhad, Iran. Sân vận động có sức chứa 27.700 chỗ ngồi. Đây là sân vận động lớn thứ sáu ở Iran. Sân sẽ tổ chức một số trận đấu trên sân nhà của đội tuyển bóng đá quốc gia Iran. Sân vận động này được hoàn thành vào tháng 1 năm 2017 và được khánh thành vào ngày 14 tháng 3 năm 2017, đúng vào ngày Chaharshanbe Suri.